# Karmiri Lerrnashght'a
Karmiri Lerrnashght'a är en bergskedja i Armenien. Den ligger i den centrala delen av landet, 80 kilometer nordost om huvudstaden Jerevan.
Trakten runt Karmiri Lerrnashght'a består till största delen av jordbruksmark. Runt Karmiri Lerrnashght'a är det ganska tätbefolkat, med 72 invånare per kvadratkilometer.